# Ilya Vlasov
Ilya Vlasov (Kumertau, 3 de agosto de 1995) é um voleibolista profissional russo, jogador posição central, representante Russo. Desde a temporada 2018/2019 é jogador do clube Dinamo Moskva.

## Títulos
Clubes
Taça Challenge:
- 2017
- 2016

Copa Russo:
- 2020

Taça CEV:
- 2021[2]

Campeonato Russo:
- 2021

Seleção principal
Campeonato Europeu Sub-19:
- 2013

Campeonato Europeu Sub-21:
- 2014

Jogos Europeus:
- 2015

Universíada de Verão:
- 2015

Campeonato Europeu:
- 2017

Liga das Nações:
- 2018

Torneio Hubert Jerzeg Wagner:
- 2018

## Premiações individuais
- 2013: Melhor bloqueador da Campeonato Europeu Sub-19